# 12506 Pariser
A 12506 Pariser (ideiglenes jelöléssel 1998 FR108) a Naprendszer kisbolygóövében található aszteroida. A LINEAR projekt keretében fedezték fel 1998. március 31-én.